# توماس بيكر (راكب الكنو)
توماس بيكر (بالألمانية: Thomas Becker)‏ هو راكب الكنو ألماني، ولد في 3 مارس 1990 في هاله في ألمانيا.